# Matelea oxypetaloides
Matelea oxypetaloides là một loài thực vật có hoa trong họ La bố ma. Loài này được (E. Fourn.) Morillo mô tả khoa học đầu tiên năm 1984.